# Beskućništvo
Beskućništvo se određuje kao stanje u kojem se nalaze ljudi koji nemaju mogućnost stanovanja u svojem ili tuđem za to namijenjenom prostoru, odnosno, žive u nestandardnim objektima koji se ne mogu smatrati domom ili na javnim površnicama (parkovima, ulicama i dr.). Ono može nastati zbog lokalne ili područne nezaposlenosti, rata, psihičke nestabilnosti  (višegodišnji boravak u psihijatrijskim bolnicama) ili kao spoj navedenih i/ili inih čimbenika.
Međunarodna mreža uličnih novina okuplja udruge koje pomažu beskućnike tiskanjem i prodajom uličnih novina.
U Sydneyu se svakoga 21. prosinca održava Memorijal za beskućnike Sydneya, godišnje okupljanje uz svijeće na Katedralnom trgu ispred crkve sv. Marije u sjećanje na beskućnike koji su umrli na ulicama ili u skloništima Sydneya, u organizaciji Pokreta za okončanje spavanja na ulici (eng. End Street Sleeping Collaboration).

## Beskućništvo u Hrvatskoj
Beskućništvo u Hrvatskoj nije obuhvaćeno Zakonom o socijalnoj skrbi niti inim zakonskim propisima, a većina beskućnika prijavljeni su kao korisnici usluga sustava socijalne skrbi. 

### Splitsko prihvatilište za beskućnike
Prvo prihvatilište za beskućnice i beskućnike na području Dalmacije otvorila je Udruga Most 1. listopada 2000. godine u Splitu, a u studenom 2003. godine u Splitu je otvorila i prvu stambenu zajednicu za beskućnice. Smještajni kapacitet u Prihvatilištu za beskućnike je 16 osoba te je Prihvatilište otvoreno od 19 sati do 8 sati, a smještajni kapacitet u stambenoj zajednici je 6 osoba te korisnici u njoj stalno borave.

### Riječko prihvatilište za beskućnike
U prvom riječkom prihvatilištu za beskućnike „Ruže sv. Franje”, Franjevačkog svjetovnog reda s Trsata pokrenut je projekt po uzoru na slovenske udruge »Kraljevi ulice«, prema kojem građani mogu od ovlaštenih beskućnika kupiti prvi časopis o beskućništvu i srodnim društvenim temama pod nazivom Ulične svjetiljke. Prihvatilište je otvoreno od 7 do 12 sati i od 19 do 22 sata. Nedjeljom i blagdanima od 7 do 8 i od 19 do 22 sata.

### Zagreb
Materijalnu i psihološku pomoć zagrebačkim beskućnicima pruža više humanitarnih organizacija: 
Caritas Zagrebačke biskupije (dio Hrvatskoga Caritasa), Gradsko društvo Hrvatskoga Crvenoga križa Udruga »Job«, Humanitarna udruga »Savao«, redovnice Misionarke ljubavi i Isusove male sestre, te Grad Zagreb svojim Programima socijalne politike.
Caritas vodi prihvatilište za beskućnike u Sesvetskom Kraljevcu i nekoliko pučkih kuhinja. Provodi i programe zapošljavanja, terapije liječenja od ovisnosti i druge programe i projekte u suradnji s Gradskih društvom CK-a, Gradom Zagrebom i ostalim udrugama.
Članovi i volonteri Udruge »Savao« ispred Glavnoga kolodvora utorkom te na Ljubljanici petkom donose pokretnu pučku kuhinju i dijele tople obroke, sendviče, odjeću, obuću i higijenske potrepštine beskićnicima.

### Pula
U Puli djeluje prihvatilište za beskućnike.

## Poveznice
- Siromaštvo
- Glad
- Bolest
- Ion Bîrlădeanu
- Jurodivost
- Svjetsko nogometno prvenstvo beskućnika
- Francis Ngannou

## Vanjske poveznice
- Mrežne stranice prihvatilišta za beskućnike "Ruže svetog Franje"  Arhivirana inačica izvorne stranice od 9. travnja 2009. (Wayback Machine)
- Udruga Most  Arhivirana inačica izvorne stranice od 5. lipnja 2012. (Wayback Machine)
- beskucnici.info Portal mreže organizacija koje se bave problematikom beskućništva u Hrvatskoj